# De Ark (Kamperland)
De Ark is een protestants kerkgebouw in de Zeeuwse plaats Kamperland, gelegen aan de Veerweg. De kerk is in 1923 gebouwd als Gereformeerde Kerk, ter vervanging van een oudere kerk uit 1909.

## Geschiedenis
De Gereformeerde kerk van Kamperland ontstond op 14 juli 1866 als de "Christelijk Afgescheiden Gereformeerde Gemeente" en was een afsplitsing van de plaatselijke hervormde gemeente in navolging van de Afscheiding van 1834. In 1896 verenigden de Christelijke Afgescheiden Gemeenten en de Gereformeerde Kerken onder het Kruis, welke beide waren ontstaan na de afscheiding, zich tot de Christelijk Gereformeerde Kerk. In 1892 ging het grootste deel van dit kerkgenootschap, inclusief de gemeente van Kamperland, samen met de Nederduitse Gereformeerde Kerk (Dolerende) zodat de Gereformeerde Kerk ontstond.
In 1866 werd een klein kerkgebouw in gebruik genomen aan de Veerweg op de locatie van het huidige VVV gebouw. Dit gebouw werd te klein en in 1869 werd een nieuwe kerk gebouwd op de locatie van de huidige kerk. Tijdens een storm waaiden de deels gebouwde muren om en moest opnieuw begonnen worden. Op 8 augustus 1869 kon het nieuwe gebouw in gebruik genomen worden. 

## Huidige kerk
Vanwege plaatsgebrek en bouwvalligheid werd in 1923 besloten de kerk te slopen en te vervangen voor een nieuw gebouw. Naar een ontwerp van de architect P.S. Dijkstra. Op 26 november 1923 kon het gebouw in gebruik worden genomen. In 1943 werd de klok uit de toren gehaald en omgesmolten door de Duitse bezetter. In augustus 1958 werd een nieuwe klok in gebruik genomen. Rond 1968 werden enkele bijgebouwen, waaronder een jeugdgebouw, in gebruik genomen. In 1980 en in 1991 werd het gebouw gerenoveerd.
Vanaf de jaren 1960 ontstond er een groeiend samenwerkingsverband tussen de Gereformeerde Kerk en de Hervormde Kerk van Kamperland. Naast gezamenlijke buitenkerkelijke activiteiten en vergaderingen werden er vanaf 1980 ook gezamenlijke diensten gehouden. Daarom werd, in het kader van het landelijke Samen op Weg-proces, een federatie gesloten tussen de twee gemeenten die per 1 januari 1997 is ingegaan. Daarmee gingen de twee gemeentes verder als de Samen op Weg-gemeente Kamperland. 
Hieropvolgend werd besloten het Hervormde kerkgebouw af te stoten en het Gereformeerde kerkgebouw te renoveren. Bij deze restauratie werden onder andere de vloer en de banken vervangen, het liturgisch centrum verhoogd en een ontmoetingsruimte aan de kerk gebouwd. Ook kreeg het kerkgebouw een naam; "De Ark". Op 15 maart 2002 werd het vernieuwde gebouw weer in gebruik genomen. Nadat landelijk de Hervormde Kerk, de Gereformeerde Kerk en de Evangelisch-Lutherse Kerk fuseerden en de Protestantse Kerk in Nederland vormden, werd de mogelijkheid geboden de twee gefedereerde gemeente te laten fuseren. Op 16 september 2005 vond deze fusie plaats en werd de Protestantse gemeente Kamperland gevormd.

## Orgel
Het eerste orgel van de Gereformeerde Kerk werd in 1909 aangekocht bij de firma A.S.J. Dekker uit Goes en in de toenmalige kerk geplaatst. In 1923 werd dit orgel overgeplaatst naar de nieuwe kerk. In 1957 werd het orgel verkocht aan Joh. van den Bos Chrz. uit Bruinisse die het orgel demonteerde en met hulp van orgelbouwer Eversdijk uit Goes weer opbouwde op zijn zolder. Voor de kerk werd een nieuw orgel aangekocht bij de firma B. Pels uit Alkmaar. Het orgel, waarvoor advies werd gevraagd bij A. Bouman, werd in 1958 geplaatst. In 2002 werd het orgel gereviseerd door de firma A. Nijsse & Zoon waarbij enkele wijzigingen werden doorgevoerd.